# Пик, Тимоти Найджел
Тимоти Найджел Пик (англ. Timothy Nigel Peake; род. 7 апреля 1972, Чичестер, графство Западный Суссекс, Великобритания) — астронавт ЕКА, астронавт Великобритании, 546-й космонавт мира.
Стартовал 15 декабря 2015 года в качестве бортинженера экипажа транспортного пилотируемого корабля «Союз ТМА-19М» и бортинженера экипажа Международной космической станции по программе основных космических экспедиций МКС-46/МКС-47. Вернулся на Землю 18 июня 2016 года. Продолжительность полёта составила 185 суток 22 часа 11 минут. Совершил выход в открытый космос продолжительностью 4 часа 45 минут. Первый британец, полетевший на МКС и совершивший выход в открытый космос. До поступления в отряд астронавтов проходил военную службу лётчиком армейской авиации, майор.

## Биография
Тимоти Найджел Пик родился 7 апреля 1972 года в городе Чичестер английского графства Западный Суссекс в семье Найджела и его жены Ребекки Пик. Отец Тимоти работал журналистом, мать — акушеркой. В 1990 году окончил среднюю школу для мальчиков в графстве Западный Суссекс. Во время обучения в школе в течение шести лет посещал объединённый кадетский корпус.

### Военная служба
В 1990 году поступил в Королевскую военную академию в Сандхерсте (графство Беркшир, Англия). В 1992 году, после окончания военной академии, Тимоти Пик получил звание младшего лейтенанта Британского армейского воздушного корпуса. Служил командиром вертолётного взвода в пехотном полку «Роял грин джекетс» корпуса армейской авиации Вооружённых сил Великобритании в Северной Ирландии, после чего был направлен на лётную подготовку. В 1994 году получил квалификацию пилота вертолёта. В августе 1994 года ему было присвоено звание лейтенанта. С 1994 по 1998 годы служил командиром авиазвена в Германии, Македонии, Северной Ирландии, Кении и Канаде. Принимал участие в боевых операциях в Боснии и Афганистане. Получил квалификацию инструктора по выживанию в боевых условиях и проведению спасательных операций и офицера по безопасности полётов. В августе 1997 года ему было присвоено звание капитана.
В 1998 году получил квалификацию инструктора по управлению вертолётом. С 1999 по 2002 год служил по обмену в США на военной базе Форт-Худ (штат Техас), где обучался пилотированию и летал на вертолёте Апач. По возвращении в Великобританию в 2002—2005 годах служил инструктором по пилотированию вертолёта Апач.
В 2005 году окончил государственную школу лётчиков-испытателей (Empire Test Pilots School) в городе Эймсбери (графство Уилтшир), получил квалификацию лётчика-испытателя. За отличную учёбу был награждён дипломом «Вестленд Трофи». Проходил службу лётчиком-испытателем в вертолётной испытательной эскадрилье в Боском-Даун.
В 2006 году окончил Портсмутский университет и получил степень бакалавра наук в области динамики полёта. В том же году был награждён дипломом за образцовую и преданную службу в Британской армии.
В 2009 году Тимоти Пик уволился из армии в звании майора. За годы службы он освоил более 30 типов вертолётов и самолётов, его налёт составил более 3000 часов. Имеет частную лицензию пилота.
С 2009 года работал тест-пилотом в англо-итальянской вертолётной компании AgustaWestland, испытывал вертолёты AgustaWestland AW101, Agusta A.109 , Lynx и другие. Является членом Королевского авиационного общества и общества лётчиков-испытателей Англии.

## Космическая подготовка
20 мая 2009 года Тимоти Пик стал одним из шести отобранных в отряд астронавтов ЕКА четвёртого набора, при этом общее число претендентов составило 9 тысяч человек.
В ноябре 2010 года, после завершения курса общекосмической подготовки в Европейском Центре Астронавтов, получил сертификат астронавта ЕКА. По состоянию на середину 2019 года является единственным действующим астронавтом Великобритании.
13 сентября 2010 года прибыл на тренировочную сессию в Центр подготовки космонавтов имени Ю. А. Гагарина. Программа стажировки, продолжавшаяся до 14 ноября 2010 года, включала изучение русского языка, ознакомительную подготовку по российскому сегменту МКС, кораблю «Союз» и скафандру «Сокол», а также полёты на спецсамолёте Ту-134 для проведения визуально-инструментальных наблюдений.
В июле 2012 года Тимоти Пик принял участие в учениях на подводном тренажерном комплексе в рамках программы NEEMO 16 по отработке высадки астронавтов на астероид. В ходе учений четыре акванавта в течение 12 дней работали в подводной лаборатории, расположенной на 19-метровой глубине в океане в 6 км от Ки-Ларго на архипелаге Флорида-Кис. В 2012 году был сертифицирован для работы в открытом космосе в российском и американском скафандрах.
20 мая 2013 года ЕКА объявило о его назначении в экипаж МКС-46/47, старт которого планировался на 30 ноября 2015 года на «Союзе ТМА-19М».
В январе 2014 года вместе с космонавтом С. В. Залётиным и астронавтом НАСА Т. Копра проходил автономную комплексную тренировку по действиям в случае аварийной посадки космического экипажа в лесисто-болотистой местности зимой.
В июле 2015 года был утвержден бортинженером дублирующего экипажа корабля «Союз ТМА-17М». 23 июля 2015 года во время старта ТПК «Союз ТМА-17М» с космодрома Байконур был дублером бортинженера-2 основного экипажа.

## Первый полёт
Тимоти Пик стартовал в космос с космодрома Байконур 15 декабря 2015 года в составе экипажа корабля «Союз ТМА-19М» вместе с Юрием Маленченко (Россия) и Тимоти Копра (США). 15 декабря 2015 года в 20:33 мск корабль, после неудачной попытки стыковки в автоматическом режиме, пристыковался к станции в ручном режиме, отстав от намеченного графика на 10 минут. Позднее стало известно, что автоматическая стыковка не удалась из-за недобора тяги одного из двигателей причаливания и ориентации.
15 января 2016 года Т. Пик, вместе с астронавтом Т. Копра вышел в открытый космос. Астронавты заменили вышедший из строя регулятор напряжения для солнечных батарей станции. Они работали в полной темноте, так как панели не вырабатывали энергию, чтобы избежать риска поражения электрическим током. Астронавты работали в открытом космосе в течение 4 часов 45 минут.
Во время космического полёта Т. Пик 24 апреля 2016 года принял виртуальное участие в Лондонском марафоне и пробежал на борту МКС по беговой дорожке 42 километра 195 метров.
Экипаж ТПК «Союз ТМА-19М» приземлился 18 июня 2016 года в 12:15 мск в казахстанской степи. Продолжительность пребывания Тимоти Пика на орбите в составе экипажа экспедиции МКС-46/47 составила 186 суток.
Тимоти Пик стал первым британцем, полетевшим на МКС и осуществившим выход в открытый космос.
После полёта Тимоти Пик продолжил работу в Европейском центре астронавтов ЕКА в Кёльне в качестве руководителя оперативной группы астронавтов.
Статистика
| # | Стартовый корабль | Старт, UTC        | Экспедиция              | Корабль посадки | Посадка, UTC      | Налёт                            | Выходы в открытый космос | Время в открытом космосе |
| - | ----------------- | ----------------- | ----------------------- | --------------- | ----------------- | -------------------------------- | ------------------------ | ------------------------ |
| 1 | Союз ТМА-19М      | 15.12.2015, 11:03 | Союз ТМА-19М, МКС-46/47 | Союз ТМА-19М    | 18.06.2016, 09:15 | 185 дней 22 часа 11 минут 57 сек | 1                        | 4 часа 45 мин            |

## Семья
Женат на Ребекке Пик. В семье двое сыновей: Томас (род. в 2009 году) и Оливер (род. в 2011 году).

## Увлечения
Тимоти Пик увлекается лыжным спортом, бегом по пересечённой местности, являлся участником Лондонского марафона в 1999 году, занимается альпинизмом и спелеологией, любит чтение, увлечён квантовой физикой и авиацией. Радиолюбитель с позывным KG5BVI.
Тимоти Пик написал три книги после возвращения из космоса:
- Peake T. Hello, is this planet Earth? : my View from the International Space Station :  [англ.]. — London : Century, 2016. — 239 p. — ISBN 978-1780897158. — OCLC 975302603.

- Peake T. Hello, is this planet Earth? : my View from the International Space Station :  [англ.]. — London : Century, 2016. — 239 p. — Electronic book. — ISBN 978-1473539570. — OCLC 978294499.

В 2017 году вышло американское издание этой книги — в печатном и электронном виде:
- Peake T. Hello, is this planet Earth? : my View from the International Space Station :  [англ.]. — New York ; Boston ; London : Little, Brown and Company, 2017. — 239 p. — ISBN 978-0316512756. — OCLC 982093622.

- Peake T. Hello, is this planet Earth? : my View from the International Space Station :  [англ.]. — New York : Little, Brown and Company, 2017. — Electronic book. — ISBN 978-0316512947. — OCLC 990032117.

- Peake T. Ask an Astronaut : My Guide to Life in Space :  [англ.]. — London : Century, 2017. — xvii, 247 p. — ISBN 978-1780898179. — OCLC 1049950192.
- Peake T. The Astronaut Selection Test Book : Do You Have What it Takes for Space? :  [англ.]. — London : Century, 2018. — 256 p. — ISBN 978-1780899183. — OCLC 1032576128.

## Награды
В 2016 году Тимоти Пик стал кавалером Ордена Святого Михаила и Святого Георгия за заслуги в космических исследованиях и научном образовании.